# Saint Jean-Baptiste au désert
Pour les articles homonymes, voir Saint Jean-Baptiste dans le désert.
Saint Jean-Baptiste au désert ou plus précisément Saint Jean-Baptiste dans le désert désignant la croix de la Passion  est une peinture à l'huile sur bois transférée sur toile (135 × 142 cm), attribuée à l'atelier du peintre Raphaël. Le tableau est conservé au Musée du Louvre de Paris.

## Historique
Le tableau a été exécuté vers l'an 1516 sur commande d'Adrien Gouffier de Boissy, seigneur de Bonnivet, Cardinal de Boissy, puis placé en 1532 dans la Collégiale Saint-Maurice d'Oiron par son neveu Claude Gouffier dont les armoiries ont été ajoutées en haut du tableau.  
En 1660, le comte de la Feuillade l'offrit à Louis XIV. L'œuvre a été transférée de son support bois sur toile en 1777. 
Le tableau fut remis à l'église de la commune de Longpont à la suite de l'intervention du duc de Maillé puis acheté par le marchand d'art Cousin lors de la vente posthume du duc de Maillé et enfin restituée à la liste civile en 1838. 
Le degré de participation aux travaux de Raphaël est controversé.

## Thème
Dans la théologie et la liturgie chrétienne, les quatre Évangiles citent, au sujet de Jean le baptiste, la prophétie d’Isaïe : (Is 40, 3) « Voix de celui qui crie dans le désert : rendez droit le chemin du Seigneur ».
L'iconographie chrétienne le représente souvent dans une scène dite « Saint Jean-Baptiste au désert ».

## Description
Saint Jean-Baptiste est représenté pratiquement nu sous un aspect de jeune homme. Il est assis à califourchon sur un tronc d'arbre couché, habillé uniquement de ses traditionnels habits en peau de bête et il désigne au spectateur, de son index droit, la croix de la Passion située à l'extrémité droite du tableau dans un enchevêtrement de troncs. Dans sa main gauche, il tient un phylactère. 
Le décor en arrière-plan est plutôt sombre, constitué d'une dense forêt et seul un bout de ciel éclaircit le coin droit sur le haut de la peinture.

## Analyse
L'œuvre montre une forte influence des compositions pour la Chapelle Sixtine (ignudi) de Michel Ange que Raphaël a déjà reproduites dans les décorations de la chapelle Chigi de l'Église Sainte-Marie-du-Peuple à Rome.

## Attribution
Les critiques d'art attribuent le dessin préparatoire à Raphaël et l'exécution plutôt aux disciples de son atelier.